# Хорнзор (Чебоксарський район)
Хорнзо́р (рос. Хорнзор, чув. Хорнсор) — присілок у складі Чебоксарського району Чувашії, Росія. Входить до складу Вурман-Сюктерського сільського поселення.
Населення — 68 осіб (2010; 75 у 2002).
Національний склад:
- чуваші — 100 %